# Ober Ost
1915–1918
Entités précédentes :
- Gouvernement de Livonie
- Gouvernement d'Estonie
- Gouvernement de Courlande
- Gouvernement de Kowno
- Gouvernement de Vilna

Entités suivantes :
- Royaume de Lituanie
- Duché de Courlande et Sémigalle
- Duché balte uni
- Deuxième république de Pologne
- République populaire biélorusse

L'Ober Ost, abréviation de l'allemand Oberbefehlshaber der gesamten Deutschen Streitkräfte im Osten (signifiant Commandant suprême de toutes les forces allemandes de l'Est), est un terme allemand utilisé durant la Première Guerre mondiale. Dans la pratique, en plus de la personne responsable de son administration, ce titre désigne le personnel du haut-commandement de l'autorité militaire d'occupation de l'armée allemande chargée d'administrer une partie des territoires de l'Empire russe conquis sur le front de l'Est, entre le 6 juin 1914 et le 26 décembre 1918, ainsi que ces territoires eux-mêmes.

## Historique

### Conquête des territoires
Les troupes allemandes sont parvenues, à l'été 1915, à repousser les armées russes hors de Pologne, de la totalité de la Courlande et de la Lituanie, tout en menaçant directement Riga. Un partage provisoire de la Pologne est acté entre le Reich allemand et la double monarchie austro-hongroise, le Reich installant un gouvernement général à Varsovie, la double monarchie mettant en place des autorités d'occupation à Lublin.
La ligne de front étant relativement stable tout au long de la guerre de la fin de l'année 1915 au début de l'année 1918, les territoires sous l'autorité de l'Ober Ost ne connaissent pas d'évolution d'ampleur importante jusqu'au printemps 1918. Lors de la reprise de l'avancée allemande menée depuis la Courlande, les troupes allemandes occupent successivement, fin février 1918, les territoires des anciens Gouvernements de Livonie et d'Estland — lequel avait pourtant déjà déclaré son indépendance. Ces territoires passent alors sous le contrôle de l'Ober Ost.

### Mise en place de l'administration
Dès le 25 août 1915, lors de la dernière phase de l'offensive de Gorlice-Tarnów, le chancelier du Reich contresigne les décrets de réorganisation des territoires conquis lors des semaines précédentes, confirmant ainsi les termes de son discours au Reichstag du 19 août précédent. 
Est ainsi mise en place une administration militaire sous la tutelle directe de l'OHL et confiée directement à Ludendorff.
L'administration des territoires nouvellement conquis, disparates en termes ethniques et peuplées par trois millions d'habitants, s'avère difficile. Mais les responsables politiques et militaires allemands poursuivent dans les régions contrôlées par l'armée impériale une politique visant à les intégrer politiquement et économiquement au Reich dans le cadre de la Mitteleuropa, à la fois cordon sanitaire de pays-tampons protégeant l'Allemagne de son voisin russe mais également sphère d'influence visant à la constitution après guerre d'une série d'États dépendants de l'Empire allemand, sur le plan dynastique, politique et économique.

### Dirigeants

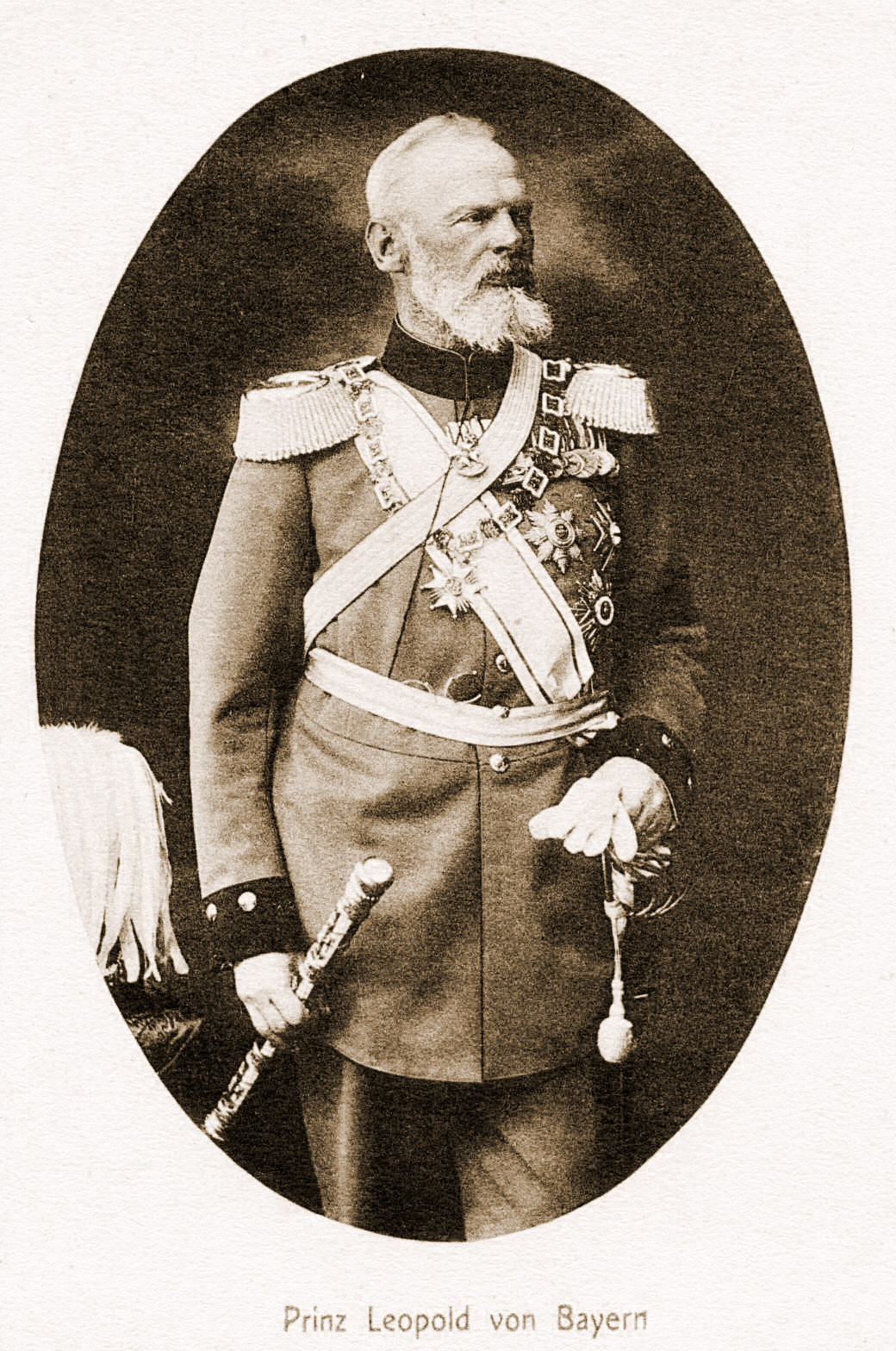
Léopold de Bavière, en 1917.

À sa création en novembre 1914, l'Ober Ost est dirigé par Paul von Hindenburg, vainqueur de Tannenberg, assisté d'Erich Ludendorff comme chef d'État-Major. 
Lorsque le Chef de l'État-major général allemand Erich von Falkenhayn est limogé en 1916 (après l'échec de la bataille de Verdun), von Hindenburg et Ludendorff sont pressentis pour le remplacer à l'Oberste Heeresleitung, ce qui amène le prince Léopold de Bavière à exercer le commandement de l'Ober Ost, le 29 août 1916. À ce titre, ce dernier, représentant du Reich, signe le traité de Brest-Litovsk et conserve le commandement suprême dans les zones occupées par le Reich jusqu'à l'armistice du 11 novembre 1918.

### Zones contrôlées
Avant le traité de Brest-Litovsk, les services administratifs de l'Ober Ost administrent les territoires de la Lituanie, les districts occidentaux de la Biélorussie, une partie du Pays de la Vistule (dont les districts de Augustów et de Suwałki) ainsi que le Gouvernement de Courlande, toutes ces régions étant alors d'anciens territoires de l'Empire russe. 
Les projets allemands sur ces territoires évoluent en fonction des succès militaires et de la situation politique générale : en 1915, peu de temps après la conquête, les responsables politiques et militaires du Reich se montrent partisans de l'annexion de la Courlande, sous la forme d'une union personnelle entre le duché et le royaume de Prusse, alors que les populations germano-baltes, soumises depuis les années 1880 à une intensive politique de russification utilisent leurs relais auprès des gouvernements prussien et impérial afin de favoriser une politique d'annexion. Cependant, lors des négociations avec la double monarchie, dès la fin de l'année 1915, menées afin de préparer la dévolution de la couronne polonaise à un prince autrichien, Bethmann-Hollweg et Burian négocient l'appartenance à la Pologne de certains districts en Lituanie, et en Courlande.
Lors du Traité de Brest-Litovsk le 3 mars 1918, la Russie bolchevique accepte de perdre le contrôle du Gouvernement de Courlande, et lors d'accords intervenus à Berlin le 27 août suivant, le Gouvernement de Livonie et le Gouvernement autonome d'Estonie sont détachés de l'autorité russe.

## Politiques d'occupation
Rapidement, les dirigeants du Reich ont évincé leur allié principal de la gestion de ces territoires, Stephan Burián von Rajecz, ministre austro-hongrois des affaires étrangères, ayant incité le Reich à étendre son influence sur les provinces baltes, en échange du contrôle de la Pologne.
Au mois de septembre 1915, le ministre du Reich aux affaires étrangères Gottlieb von Jagow commande à Max Sering, universitaire en poste à Berlin, une étude sur la Courlande et la Lituanie, destinée à établir les principes de la politique allemande dans ces territoires.

### Structure de l'administration
Lors de la création de l'Ober Ost en 1915, Erich Ludendorff, commandant en second avec von Hindenburg, met immédiatement en place un système à même de gérer les immenses territoires sous sa juridiction. Bien que von Hindenburg en soit théoriquement aux commandes, Ludendorff avait en réalité la main sur l'administration. L'équipe de direction était composée de dix membres, chacun ayant son propre domaine de spécialisation (finance, agriculture, etc.).
Le siège de l'administration constituée dans l'immense majorité de militaires se situe à Kaunas. L'administration militaire poursuit une stratégie organisée selon trois axes. Tout d'abord, il s'agit d'imposer aux territoires les mêmes règles et le même ordre que pour le reste des territoires allemands. Ensuite, il est nécessaire, aux yeux de Ludendorff, d'exploiter les territoires conquis au profit de l'économie de guerre du Reich. Enfin, l'État militaire allemand souhaite obtenir l'indépendance de ces régions sous un strict contrôle politique et économique du Reich.
Un ordre du commandement général dissout l'Ober Ost immédiatement après l'adjonction des territoires baltes de l'été 1918, remplacé par deux États indépendants, quoique sous contrôle allemand.

### Organisation territoriale

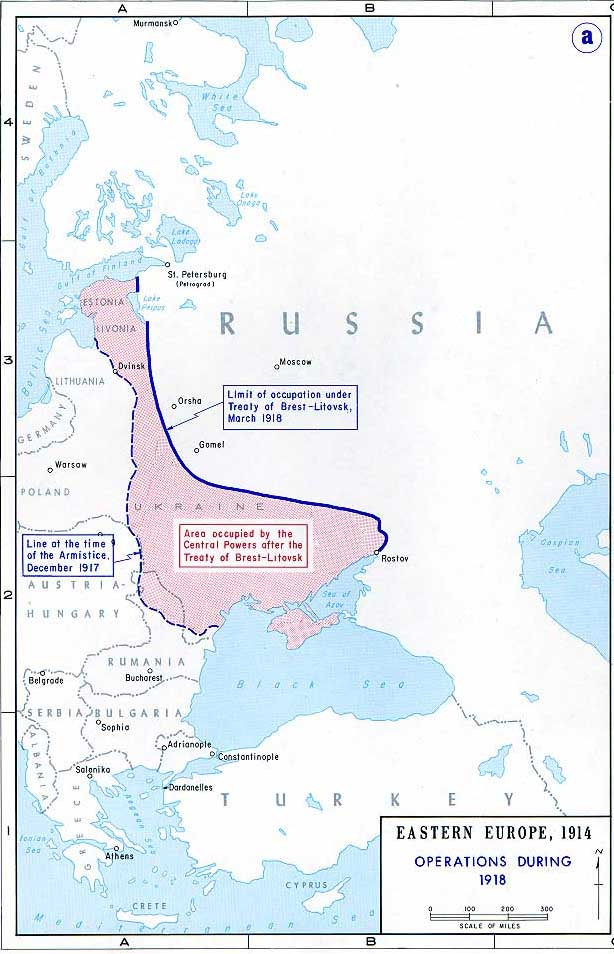
Zone d'occupation par les puissances centrales après le traité de Brest-Litovsk.

Lorsque le premier ordre relatif à l'administration des territoires occupés à l'Est est publié début 1916, l'Ober Ost se trouve divisé en six régions administratives ou Bezirke (Białystok, Grodno, Courlande, Wilnau, Lituanie et Suwałki), ne prenant en compte ni les divisions territoriales préexistantes ni de la répartition des minorités ethniques. Le caractère militaire de son organisation y est extrêmement prégnant, ce qu'illustre par exemple l'utilisation de l'appellation Militärstaat Ober Ost dans les documents administratifs, ou encore le fait que l'ensemble de ses employés fasse partie de l'armée.
En septembre 1916, les districts de Suwałki et de Wilno sont regroupés en un éphémère district de Wilno-Suwałki, et en novembre ceux de Białystok et Grodno en un district de Białystok-Grodno. En mars 1917, le district de Wilno-Suwałki est rattaché à celui de Lituanie, dont le centre administratif se trouve désormais à Wilnau (Kaunas auparavant). À ce moment, les 108 808 km² que représentent ces territoires sont regroupés en trois districts (Białystok-Grodno, Courlande, Lituanie) pour une population d'environ trois millions de personnes. 
Entre 1917 et 1918, ces districts sont subdivisés en cantons (Kreise, ou apskritis pour le district de Lituanie), communauté de communes.
En janvier 1918, les districts polonais d'Augustów et de Suwałki sont à nouveau détachés du district lituanien pour reconstituer un district de Suwałki. Durant l'été, le district de Białystok-Grodno est rattaché au district de Lituanie afin de constituer deux nouvelles circonscriptions, celle de Lituanie du Nord (centra administratif : Vilnius) et celle de Lituanie du Sud (centre : Białystok).
Les campagnes du printemps 1918, menées depuis la Courlande, permettent aux troupes allemandes d'occuper fin février 1918 les territoires des anciens Gouvernements de Livonie et d'Estonie — laquelle avait pourtant déjà déclaré son indépendance. Ces territoires passent alors sous le contrôle de l'Ober Ost. Lors du Traité de Brest-Litovsk le 3 mars 1918, la Russie bolchevique accepte de perdre le contrôle du Gouvernement de Courlande, et lors d'accords intervenus à Berlin le 27 août suivant, le Gouvernement de Livonie et le Gouvernement autonome d'Estonie sont détachés de l'autorité russe. Ces ajouts ont pour effet de réorganiser complètement l'administration des territoires occupés, l'Ober Ost étant dissout et remplacé par deux autres structures : le Royaume de Lituanie qui déclare son indépendance le 16 février 1918, mais sous contrôle allemand, et l'éphémère Duché balte uni, réunissant temporairement la Courlande, la Livlande et l'Estlande.

### Organisation économique

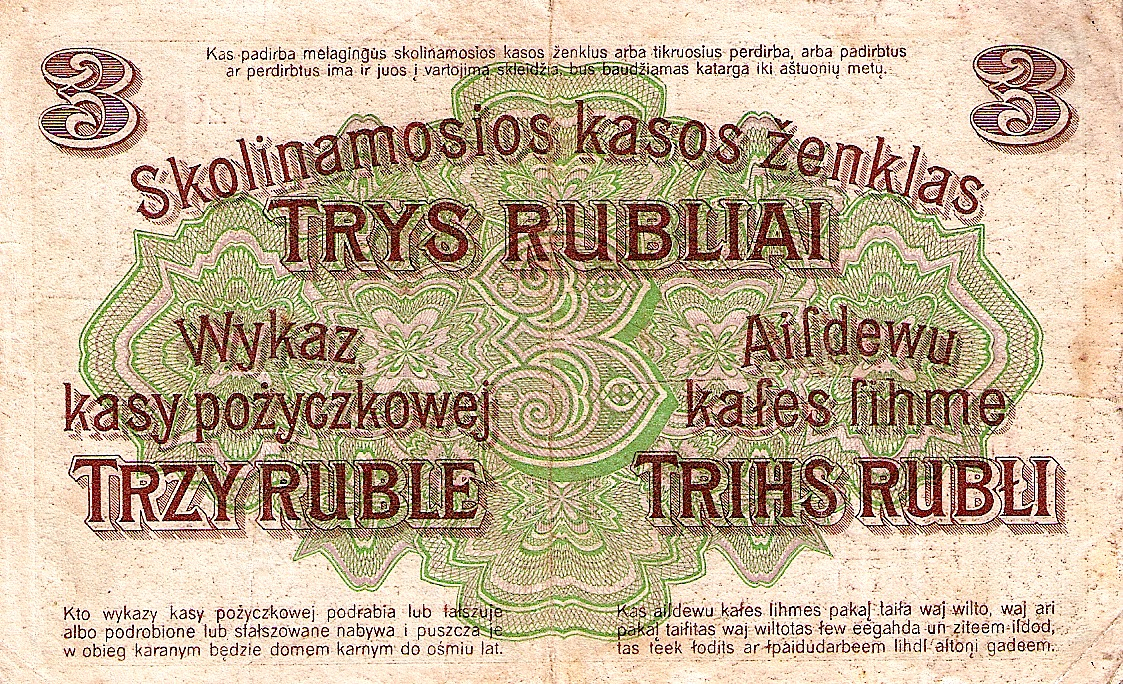
Monnaie ayant cours avant l'ordonnance du 7 juin 1916

Souhaitant, dans le cadre de la Mitteleuropa, intégrer les territoires contrôlés par l'Oberbefehlhaber à l'union économique projetée par le gouvernement du Reich, le gouvernement du Reich négocie avec ses alliés la libre disposition économique des territoires réorganisés en 1915.
L'Ober Ost dirige d'une poigne de fer les territoires sous son contrôle, suppléant aux administrations précédemment en place, ces dernières étant extrêmement désorganisées du fait de la guerre. L'administration des forces d'occupation contrôle le commerce, l'industrie, les grandes fermes et les finances. Avec l'ordonnance militaire du 7 juin 1916, l'Ober Ost dispose désormais de son autonomie concernant la planification, l'économie, la juridiction, les droits de douane. Il dispose dès lors de sa propre monnaie, le mark de l'Ober Ost, et de son propre système postal (à partir de janvier 1916). Il est remplacé en 1918 par l'ostmark (ou auksinas en Lituanie), dans les pays créés sous autorité allemande.

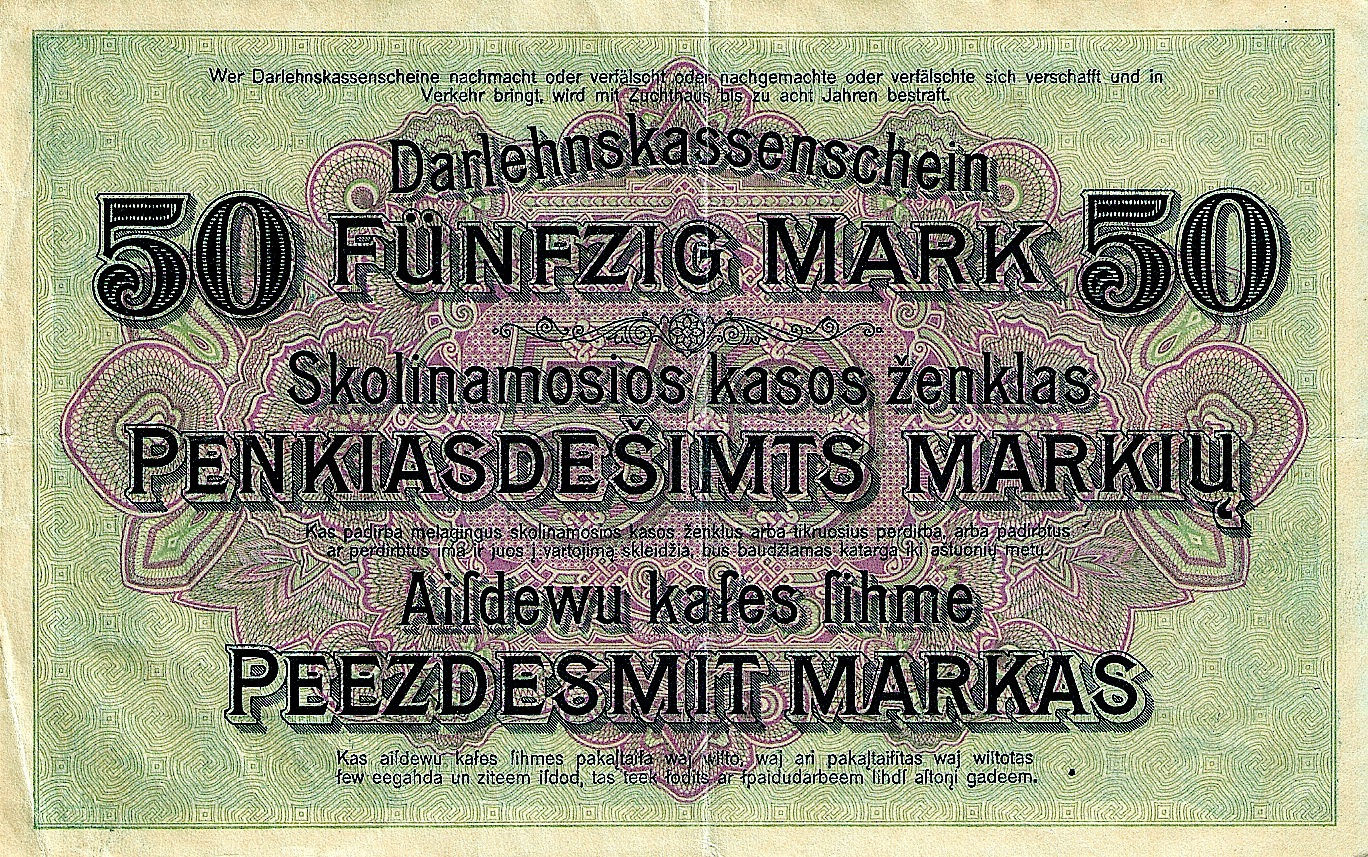
Billet de 50 marks de l'Ober Ost.

De fait, cette monnaie devint alors rapidement un élément clé de l'économie, apportant les capitaux industriels requis dans la région, et l'autonomie économique qui va avec. Un des principaux objectifs de l'administration de Ludendorff était l'exploitation des ressources - notamment agricoles - de ces territoires, mais également de sa main d'œuvre. Les réquisitions opérées sur les récoltes ou le bétail, tout comme l'enrôlement de force de travailleurs ouvriers étaient monnaie courante. À Kaunas, un des organismes de l'autorité d'occupation devait ainsi s'assurer que dans le Militärstaat Ober Ost, les intérêts de l'armée passent toujours avant les intérêts locaux.

#### Agriculture
Concernant l'agriculture, sans doute le plus grand atout de la région, Ludendorff souhaite que l'Ober Ost exporte ses surplus vers le Reich. Toutefois, cet objectif n'a jamais été atteint. En effet, les habitants de la région n'avaient aucun intérêt à travailler en faveur d'une victoire allemande, leur représentation n'étant pas assurée dans le gouvernement de la région, et subissant continuellement les nouvelles réquisitions et autres taxes. 
Des programmes de mise en valeur de l'abondant patrimoine forestier ont été développés; dans ce cadre, des réquisitions de main d’œuvre et de matière première sont mises en œuvre.

#### Politique des transports
Au travers notamment de sa politique des transports, l'administration militaire souhaite pouvoir contrôler et recenser l'ensemble des flux de personnes et de denrées sur le territoire de l'Ober Ost. Elle réorganise le territoire afin de faciliter son exploitation, sans prendre en compte les découpages ethniques ou sociaux préexistants. Les Allemands font par exemple construire des voies ferrées - utilisables par eux seuls. 
Il est également interdit aux personnes de traverser les limites des subdivisions territoriales ainsi créées ; cette politique entraîne la ruine de nombreux marchands juifs, privés de gagne-pain ; elle empêche également que les gens ne puissent rendre visite à leurs connaissances des districts voisins.

### Communication avec les habitants
Comme évoqué plus haut, la région gouvernée par l'Ober Ost constitue une mosaïque de nationalités, de langues et de religions, comme l'attestent les résultats du recensement de la population de 1897 :
| Nationalité (Recensement de 1897) | Courlande (%) | Kovno (%) | Suwalki (%) | Vilnius (%) | Grodno (%) | Ober Ost (%) | Ober Ost total |
| --------------------------------- | ------------- | --------- | ----------- | ----------- | ---------- | ------------ | -------------- |
| Lettons                           | 78,9          | 2,3       | 0,0         | 0,0         | 0,0        | 10,5         | 468 946        |
| Lituaniens                        | 1,9           | 66,1      | 52,3        | 27,5        | 0,3        | 34,4         | 1 550 315      |
| Polonais                          | 1,4           | 9,1       | 23,0        | 13,7        | 13,9       | 11,8         | 534 102        |
| Juifs                             | 4,7           | 13,7      | 10,1        | 15,7        | 17,9       | 13,5         | 607 896        |
| Russes                            | 2,6           | 4,8       | 4,6         | 6,6         | 10,6       | 6,2          | 278 235        |
| Blancs-ruthènes                   | 0,1           | 2,4       | 4,6         | 35,8        | 56,0       | 20,8         | 936 067        |
| Allemands                         | 8,9           | 1,4       | 5,2         | 0,4         | 0,9        | 2,5          | 112 986        |
| Autres                            | 0,6           | 0,2       | 0,2         | 0,3         | 0,4        | 0,3          | 15 369         |
| Total                             | 100           | 100       | 100         | 100         | 100        | 100          | 4 504 186      |

L'administration de l'Ober Ost rencontre de graves problèmes de communication avec les habitants des régions occupées. Avec les élites, les soldats arrivaient à se faire comprendre grâce à l'allemand ou au français, et dans les grands villages, les juifs s'exprimaient en allemand ou en yiddish, « que les Allemands comprenaient plus ou moins ». Mais dans les zones rurales et parmi les paysans, les soldats devaient s'appuyer sur des interprètes parlant le letton ou le russe. Ces questions de langues n'étaient pas facilitées par l'extrême dilution de l'administration, confiant la gestion de territoires « vastes comme Rhode Island » – 3 000 km2 – à seulement une centaine de fonctionnaires. De plus, on s'appuyait à l'époque sur l'Église pour répandre les messages parmi les foules, moyen relativement efficace face à une population parlant une autre langue. Le jeune officier de l'administration qu'était à l'époque Alfred Vagts put ainsi le constater, ayant assisté, avec son interprète, à un service durant lequel le prêtre, dans son sermon, demandait à son auditoire d'éviter les routes principales après la tombée de la nuit, de remettre toutes leurs armes à feu à l'occupant, et de ne rien avoir à faire avec les agents bolcheviques, tout comme Vagts lui avait demandé de faire précédemment.

### Germanisation
Le projet de Ludendorff consistait à faire de l'Ober Ost un espace colonial destiné à l'installation de ses troupes dès la guerre terminée, ainsi qu'un havre de paix pour les Allemands qui ne manqueraient alors pas d'arriver depuis le centre de la Russie; c'est ce cadre qui est posé son ordonnance du 27 avril 1916.
Dans le cadre de cette ordonnance, de nombreuses enquêtes sont commanditées, afin de présenter au général des enquêtes aussi précises que possible sur la structure foncière et sa possible parcellisation, sur les répartitions ethniques des populations, sur les possibilités de tirer des dommages de guerre de ces régions. En février et en mars 1917, deux grandes conférences sont organisées à Berlin afin de présenter les conclusions des diverses commissions d'enquête et de mettre en place un programme planifié de colonisation des territoires de l'Ober Ost.
Ces plans convergent avec les objectifs coloniaux formulés à la suite de l'enquête de Max Sering : cette politique serait basée en Courlande sur de vastes transferts de propriétaires agricoles, confiées à des Allemands et sur le caractère supposément plus prolifique des paysans allemands, et en Lituanie sur les avantages que l'on ferait miroiter aux Lituaniens et aux Polonais. 
Les autorités d'occupation tentent également de « civiliser » les populations présentes en les germanisant, c'est-à-dire en insufflant dans les institutions locales les idéaux allemands. L'enseignement dans les écoles est dispensé en allemand par des instituteurs allemands, aucune formation n'étant prévue pour les enseignants locaux.
Malgré les maigres ressources disponibles en temps de guerre, l'Ober Ost avait ainsi conçu un vaste programme tourné vers la culture, destiné aux populations locales. Mais il s'agissait là de leur inculquer discipline et règles allemandes, et de manipuler certains peuples. Les soldats allemands et leurs officiers organisaient les activités. Les autochtones ne devaient être que les interprètes de ces œuvres allemandes (Deutschen Arbeit), mais ne participaient en aucun cas à leur création, aucune place n'était permise pour la culture locale. La publication des journaux était soumise à une forte censure. La politique de l'éducation, le théâtre et les expositions portant sur l'archéologie, l'histoire ou la religion constituaient dans le domaine le point capital des efforts allemands.[réf. nécessaire]

## Politique

### L'Ober Ost face à la situation en Russie
Dès le début du conflit, les militaires responsables du front russe se montrent partisans d'encourager les tendances centrifuges au sein de l'empire russe, par le soutien aux minorités nationales et par le soutien aux révolutionnaires.
La Révolution de février oblige le Reich à modifier la formulation de ses prétentions sur les territoires occupés. Ainsi, lors des sessions de préparation de la conférence de Kreuznach les 20 avril, les responsables du Reich élaborent une stratégie visant à « camoufler » la réalité du contrôle sur les pays baltes en mettant en place des États autonomes ou indépendants, mais fortement liés au Reich. le 3 mai, Bethmann-Hollweg expose aux députés son programme d'autonomie des États baltes. Cette autonomie est mise en place à partir de la conférence de Bingen, qui se réunit à la fin du mois de juillet 1917 : sous l'autorité du responsable régional, sont réunis des conseils provisoires, composés pour majorité de représentants Lituaniens en Lituanie, et d'Allemands de la Baltique en Courlande, choisis par les représentants du Reich; ces conseils auront des compétences locales, en échange de quoi ils devront reconnaître la prédominance du Reich. 
Dès les premiers jours suivant la prise du pouvoir par les Bolcheviks, le nouveau pouvoir russe propose la paix aux puissances centrales; un armistice est ainsi négocié et signé, afin de prendre effet le 15 décembre 1917 pour une durée de deux mois. Durant cette période, les responsables politiques de l'Ober Ost, assistés des ministres des affaires étrangères des puissances centrales, négocient les termes de la paix avec la Russie bolchevique. Cependant, la complexité de la situation sur l'ensemble du front de l'Est pousse les puissances centrales à reprendre leur avance lors de la conférence de Bad Hombourg, le 13 février 1918 : elle est menée par le général Max Hoffmann.

### La recherche d'appuis locaux
À partir du déclenchement de la Révolution russe, en février, certains dirigeants du Reich, notamment le chancelier, souhaitent un changement de la politique menée dans l'Ober Ost. ainsi, au mois d'avril 1917, lors d'une conférence secrète, Bethmann-Hollweg expose sa vision de la future présence allemande dans les territoires conquis sur la Russie, une politique d'annexion directe n'étant plus possible à ses yeux; il préconise ainsi de camoufler cette présence allemande en donnant aux régions concernées une indépendance formelle, des accords politiques, économiques et militaires liant ces nouveaux États au Reich.
Cependant, la mise en place de cette politique d'autonomie rencontre de fortes oppositions au sein même des responsables allemands de l'Ober Ost. Max Hoffmann, second de Ludendorff à l'Ober Ost, le soutient, mais Bethmann-Hollweg doit compter avec l'opposition des responsables territoriaux, notamment Alfred Gossler, représentant de l'Ober Ost en Courlande.

## La disparition de l'Ober Ost

### Démembrement
Douze (seize) États différents se mettent en place sur les territoires contrôlés par l'Ober Ost. Trois catégories d'États nouvellement indépendants peuvent alors être distinguées :
- Les nouveaux États autoproclamés (6) ;
- Les États créés par l'Allemagne (6) ;
- Les États créés par la volonté de la Russie bolchevique (4).

Dès 1915 et la mise en place de cette administration, les responsables du Reich n'envisagent pas de donner à cette dernière une forme pérenne, pourvu que l'influence allemande dans les pays baltes, but de guerre du Reich formulé dès 1914 et réaffirmé en 1915 lors de la conquête, soit constante et pérenne; certains, autour de Gottlieb von Jagow, ministre du Reich aux affaires étrangères, et Theobald von Bethmann-Hollweg, chancelier du Reich, envisagent la création d'États autonomes fortement liés au Reich, tandis que les militaires, autour de Paul von Hindenburg et Erich Ludendorff, se montrent partisans d'une annexion directe par le Reich des provinces baltes. 
En 1917, lors de la conférence de Bingen en avril, puis au mois de novembre, les représentants de l'Ober Ost, appuyés sur le chancelier, décident l'érection, en Courlande et en Lituanie, de deux duchés, destinés à devenir des États tampons avec la Russie; ces nouveaux États doivent être totalement dépendants du Reich, malgré leur indépendance de fait : unis au Reich par la personne de leur souverain, ces États constitutionnels sont destinés à être placés dans la dépendance politique, économique et militaire du Reich.
Quatre de ces pays n'eurent qu'une existence éphémère. L'État balte eut à peine le temps d'exister avant que les territoires qu'il incluait (Courlande, Estonie et Livonie) ne se reconstituent autrement (Duché balte uni, Duché de Courlande et Sémigalie, Estonie). Trois autres connurent de fait deux fondations successives, la première pilotée par l'Empire allemand, puis une indépendance autoproclamée. Ces tentatives tardives de constitution d'États vassaux constituent les derniers soubresauts destinés à la préservation d'une partie du plan visant à la réalisation de la Mitteleuropa.
| État                                 | Proclamation d'indépendance | Soutien                                                                                     |
| ------------------------------------ | --------------------------- | ------------------------------------------------------------------------------------------- |
| Pologne                              |                             |                                                                                             |
| D'abord Royaume de Pologne           | 5 novembre 1916             | Création allemande                                                                          |
| Lituanie                             |                             |                                                                                             |
| D'abord Royaume de Lituanie          | 11 décembre 1917            | Sous impulsion et contrôle de l'Allemagne, après la Conférence de Vilnius de septembre 1917 |
| Puis Lituanie                        | 16 février 1918             | Autoproclamée d'abord sous occupation allemande                                             |
| Estonie                              | 24 février 1918             | Autoproclamée                                                                               |
| Duché de Courlande et Sémigalle      | 8 mars 1918                 | Création allemande                                                                          |
| Biélorussie                          |                             |                                                                                             |
| D'abord État libre biélorusse        | 9 mars 1918                 | Sous contrôle allemand                                                                      |
| Puis République populaire biélorusse | 25 mars 1918                | Autoproclamée                                                                               |
| Duché balte uni                      | 5 novembre 1918             | Création allemande                                                                          |

### Dissolution
Les Allemands commencent à lâcher prise sur ces territoires entre fin 1918 et début 1919. Le gouvernement militaire fut remplacé par une administration civile le 3 novembre 1918, laquelle fut supprimée le 26 décembre 1918. Toutefois, le retrait des troupes ne se fit pas immédiatement. Les troupes régulières allemandes se replient d'Estonie en 1918, de Lettonie entre 1919 et 1920, et de Lituanie le 16 juin 1919, mais des corps francs germano-baltes se constituent sur place. Dans le vide qu'ils laissent éclatent de nombreux conflits, de nombreuses minorités ethniques (Polonais, Baltes, Ukrainiens) tentant d'imposer leur propre État indépendant, plusieurs visions de l'État en cours de constitution (bolcheviques ou républicains la plupart du temps) venant à s'affronter, ou faisant face au passage des différentes factions parcourant la région lors de la révolution russe.

#### En allemand
- Das Land Ober Ost. Deutsche Arbeit in den Verwaltungsgebieten Kurland, Litauen und Bialystok-Grodno. Hrsgg. im Auftrage des Oberbefehlshabers Ost. Bearbeitet von der Presseabteilung Ober Ost. Stuttgart, Berlin : Deutsche Verlags-Anstalt 1917.
- Liulevicius, V. G. (2003). Ober Ost. In Hirschfeld, G. (Dir.). (2003). Enzyklopädie Erster Weltkrieg. Zürich. p. 762-763.
- Strazhas, A. (1993). Deutsche Ostpolitik im Ersten Weltkrieg. Der Fall Ober Ost 1915-1917. Wiesbaden : Harrassowitz Verlag.  (ISBN 3-447-03293-6).

#### En anglais
- Stone, N. (1975). The eastern front 1914-1917. New York : Charles Scribner's Sons.

#### En français
- Fritz Fischer (trad. Geneviève Migeon et Henri Thiès), Les Buts de guerre de l’Allemagne impériale (1914-1918) [« Griff nach der Weltmacht »], Paris, Éditions de Trévise, 1970, 654 p. (BNF 35255571)
- Pierre Renouvin, La Crise européenne et la Première Guerre mondiale, Paris, Presses universitaires de France, coll. « Peuples et civilisations » (no 19), 1962 (réimpr. 1939, 1948, 1969 et 1972) (1re éd. 1934), 779 p. (BNF 33152114)
- Max Schiavon, L'Autriche-Hongrie la Première Guerre mondiale : La fin d'un empire, Paris, Éditions SOTECA, 14-18 Éditions, coll. « Les Nations dans la Grande Guerre », 2011, 298 p. (ISBN 978-2-916385-59-4)

#### En lituanien
- Tarybų Lietuvos enciklopedija (Encyclopédie de la Lituanie soviétique, 1987), tome III (de Masaitis à Simno). Vilnius : Vyriausioji enciklopedijų redakcija.